# Burgos (Włochy)
Burgos – miejscowość i gmina we Włoszech, w regionie Sardynia, w prowincji Sassari.
Według danych na rok 2021 gminę zamieszkiwało 859 osób, 47,52 os./km².